# 川合孝治
川合 孝治（かわい こうじ、1970年5月19日 - ）は、埼玉県さいたま市出身の元サッカー選手である。現役時代はFWとして東芝、コンサドーレ札幌、大分トリニティでプレーした。

## 人物
武南高校時代はMFとしてプレーしていたが、3年生の時にFWへコンバート。1988年度、チームメイトの池田太、石川康らと共に、高校総体ベスト4、高校サッカー選手権ベスト8進出に貢献した。青山学院大学卒業後、1993年に東芝サッカー部に入部。主にスーパーサブとしてチームに貢献した。
1996年に東芝サッカー部がコンサドーレ札幌になると、出向選手としてプレー。北海道（室蘭市入江運動公園陸上競技場）での初戦となった同年ジャパンフットボールリーグ第6節の大分トリニティ戦でVゴールを決めた選手でもある。このシーズンはスーパーサブとしてチーム最多の8得点を上げ、決勝点も多かったため「お立ち台男」とも呼ばれたが、シーズン終了を待たずして戦力外通告を受け、東芝を退社して大分トリニティへ移籍。
1998年現役引退し、北海道に戻る。その後は夕張ベアフットのコーチングスタッフを経て、現在はすすきので飲食店を経営する傍ら、サッカー解説者も務めている。

## 所属クラブ
- 武南高等学校 1986-1989
- 青山学院大学 1989-1993
- 東芝サッカー部/コンサドーレ札幌 1993-1996
- 大分トリニティ 1997-1998

## 個人成績
| 国内大会個人成績 | 国内大会個人成績 | 国内大会個人成績 | 国内大会個人成績 | 国内大会個人成績                       | 国内大会個人成績 | 国内大会個人成績 | 国内大会個人成績 | 国内大会個人成績 | 国内大会個人成績 | 国内大会個人成績 | 国内大会個人成績 |
| 年度             | クラブ           | 背番号           | リーグ           | リーグ戦                               | リーグ戦         | リーグ杯         | リーグ杯         | オープン杯       | オープン杯       | 期間通算         | 期間通算         |
| 年度             | クラブ           | 背番号           | リーグ           | 出場                                   | 得点             | 出場             | 得点             | 出場             | 得点             | 出場             | 得点             |
| 日本             | 日本             | 日本             | 日本             | リーグ戦                               | リーグ戦         | リーグ杯         | リーグ杯         | 天皇杯           | 天皇杯           | 期間通算         | 期間通算         |
| ---------------- | ---------------- | ---------------- | ---------------- | -------------------------------------- | ---------------- | ---------------- | ---------------- | ---------------- | ---------------- | ---------------- | ---------------- |
| 1993             | 東芝             |                  | 旧J1             |                                        |                  | -                | -                |                  |                  |                  |                  |
| 1994             | 東芝             |                  | 旧JFL            |                                        |                  | -                | -                |                  |                  |                  |                  |
| 1995             | 東芝             |                  | 旧JFL            |                                        |                  | -                | -                |                  |                  |                  |                  |
| 1996             | 札幌             | 24               | 旧JFL            | 26                                     | 8                | -                | -                | 2                | 0                | 28               | 8                |
| 1997             | 大分             | 15               | 旧JFL            |                                        |                  | -                | -                |                  |                  |                  |                  |
| 1998             | 大分             | 15               | 旧JFL            | 16                                     | 7                | -                | -                | 0                | 0                | 16               | 7                |
| 通算             | 日本             | 日本             | 旧JFL            | \|\|\|\|colspan="2"\|-\|\|\|\|\|\|\|\| |                  |                  |                  |                  |                  |                  |                  |
| 総通算           | 総通算           | 総通算           | 総通算           | \|\|\|\|\|\|\|\|\|\|\|\|\|\|           |                  |                  |                  |                  |                  |                  |                  |